# Almandin
Un almandin est une espèce minérale du groupe des silicates sous-groupe des nésosilicates de la famille des grenats alumineux ferriques. Sa formule chimique est Fe3Al2(SiO4)3 avec des traces de Ti;Mn;Mg;Ca.
L'almandin  forme une série avec la spessartine et le pyrope. Les variétés gemmes peuvent être taillées comme pierres fines.

## Inventeur et étymologie
Cité par Pline l'Ancien en 77, c'est la description de Georgius Agricola en 1546 qui fait référence, dérivé  d'Alabandicus (Alabanda, ville d'Asie mineure), d'après Pline ou d'un nom antique repris par Agricola.

## Topotype
Alabanda, Province  d'Aydin, Région d'Aegean, Turquie

## Cristallographie
- Les Paramètres de la maille conventionnelle sont : a = 11.526, Z = 8 ; V = 1531,21
- Densité calculée = 4,32

## Gîtologie
L'almandin se rencontre souvent dans des schistes métamorphiques. C'est le grenat le plus répandu.

### Minéraux associés
amphibole, andalousite, biotite, chlorite, cordiérite, disthène, hématite, plagioclase, pyroxène, quartz, sillimanite, staurolite.

## Synonymie
- alamandine
- almandite

## Variété
- dhanrasite (Murthy 1967) : variété stannifère d'almandin trouvée initialement sur la colline de Dhanras, district de Gaya, Bihar, Inde[2].

## Gisements
- Australie

Ireland's Garnet Mine, Thackaringa District, Yancowinna Co., New South Wales
- Autriche

Gaisbergtal, Obergurgl, Ötztal, Nord-Tyrol 
- Belgique

La Flèche, Bertrix, Province  de Luxembourg
- Canada

Carrière Francon, Montréal, Québec
La mine Jeffrey,Richmond Co., Asbestos au Québec
- Inde

Jaipur au Rajasthan
Hyderabad
- France

Tunnel de Fix, Fix-Saint-Geneys, Allègre, Haute-Loire, Auvergne
Ravine de Sarvengude, Collobrières, Var, Provence-Alpes-Côte d'Azur.
Rouquié, Lamontélarié, Castelnau-de-Brassac, Tarn, Midi-Pyrénées 

## Galerie

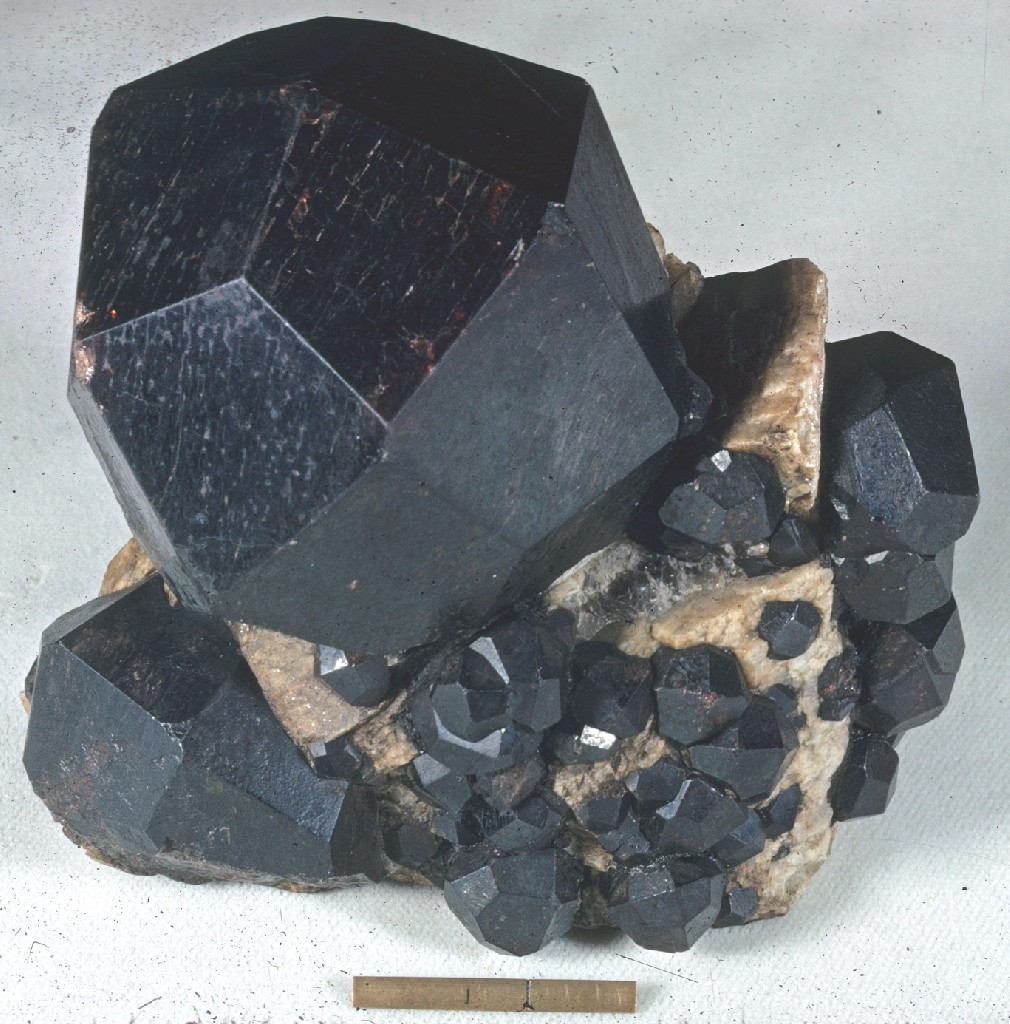
Garnet mine, Massachusetts, États-Unis
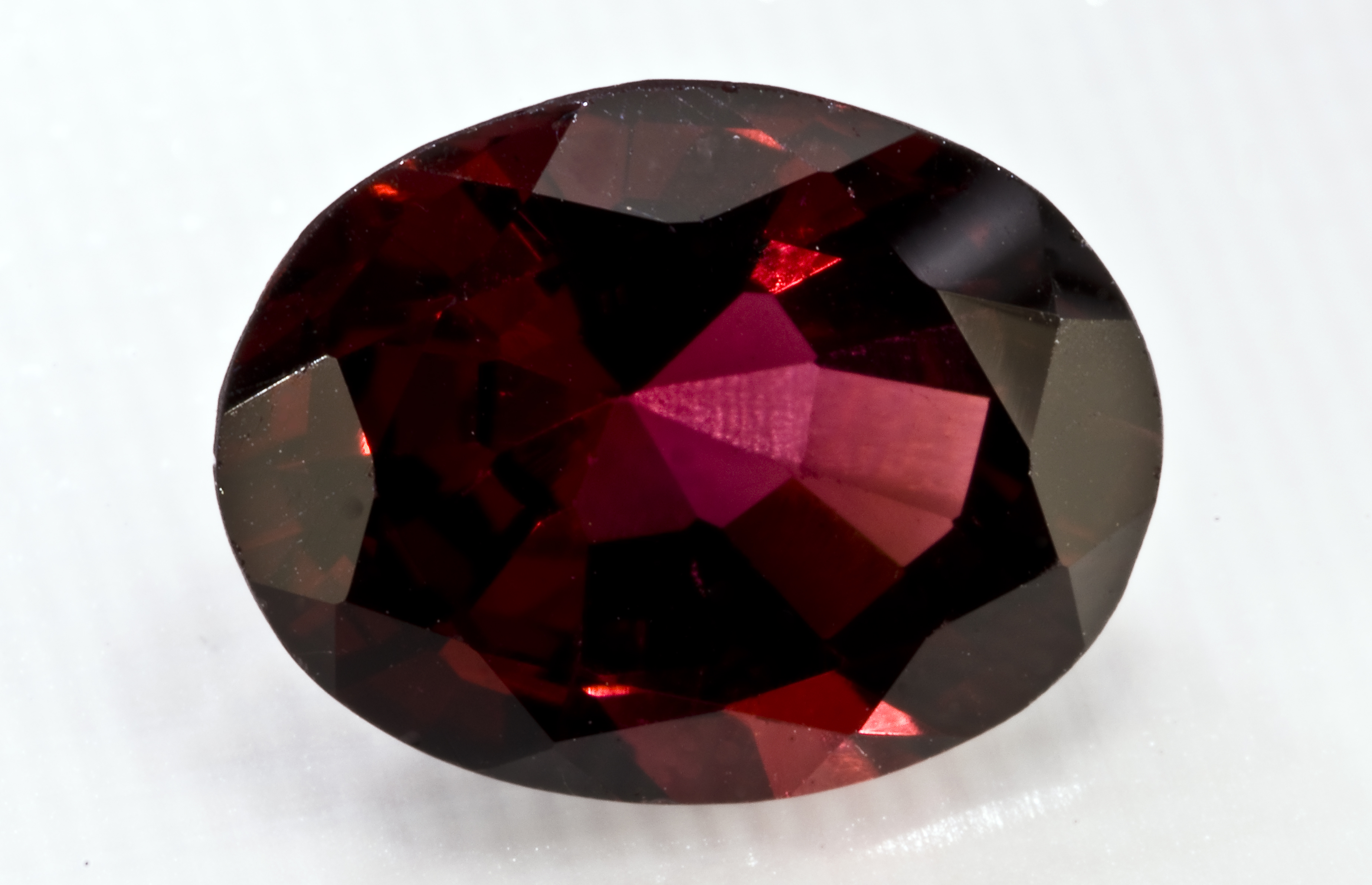
Almandin taillé - Jaipur, Rajasthan, Inde 3ct64